# Ivanînîci, Dubno
Ivanînîci (în ucraineană Іваниничі) este un sat în comuna Semîdubî din raionul Dubno, regiunea Rivne, Ucraina.

## Demografie
Componența lingvistică a localității Ivanînîci
     Ucraineană (100%)
Conform recensământului din 2001, toată populația localității Ivanînîci era vorbitoare de ucraineană (100%).